# کوابوگ ریور
کوابوگ ریور (به انگلیسی: Quaboag River) رودخانه‌ای است که در ایالات متحده آمریکا جریان دارد.